# Комбре (Пруст)

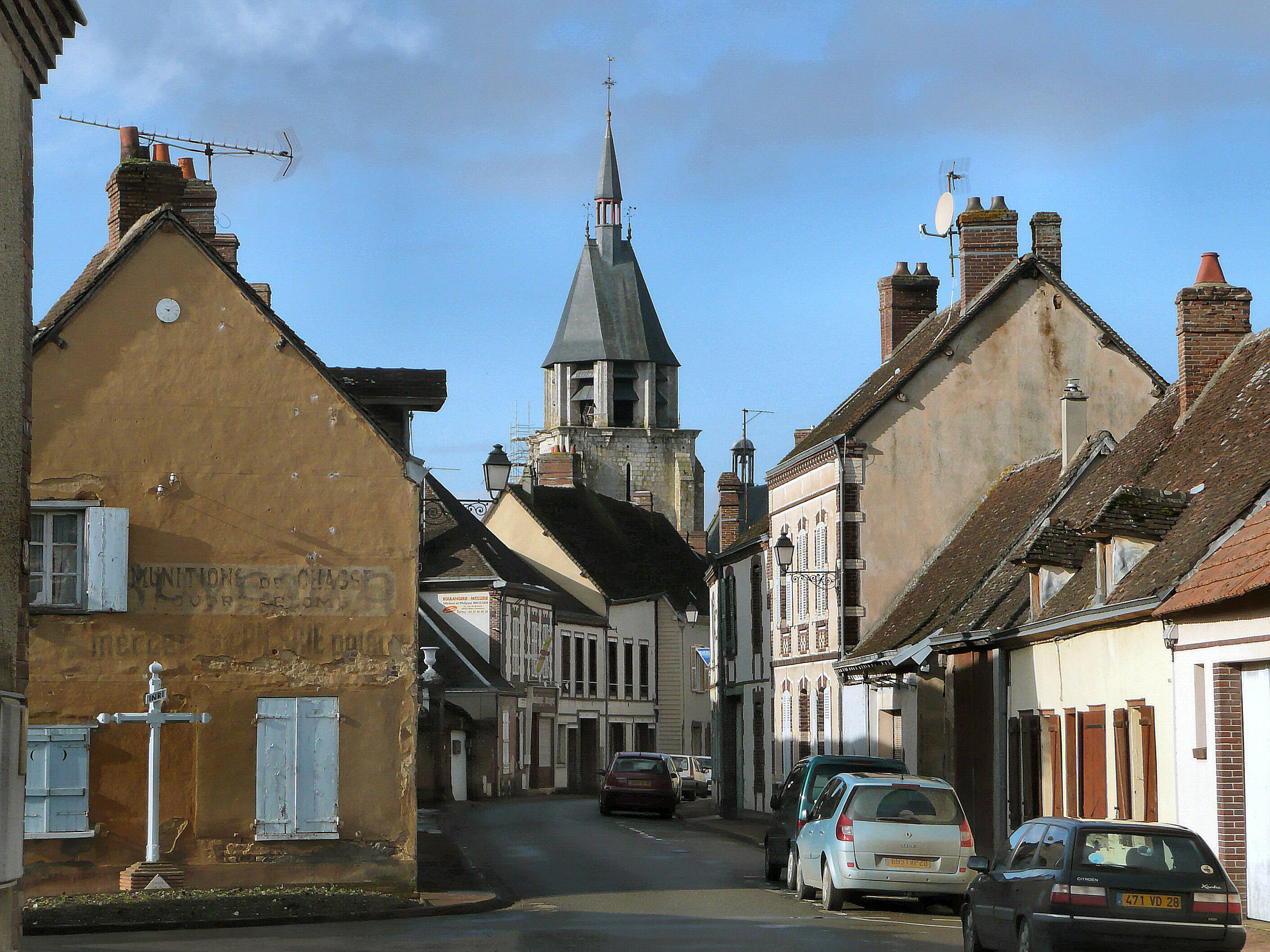
Городок Илье-Комбре, прототип Комбре из романа

Комбре (фр. Combray) — вымышленный город из романа Марселя Пруста «В поисках утраченного времени». Главный герой неоднократно бывал там в детстве и впоследствии тщательно и любовно восстанавливает его образ по памяти.

## В романе
Описание небольшого городка Комбре играет исключительно важную роль в романе Пруста: его тема проходит через все тома прустовской эпопеи. Именно так — «Комбре» — озаглавлена первая часть первого тома, «По направлению к Свану», представляющая собой, по словам переводчицы Е. В. Баевской, «что-то вроде краткого конспекта», в котором заявлены все главные темы романа и появляются почти все основные персонажи. Пруст даёт этому провинциальному французскому городку следующее описание: 
Издали, на расстоянии десяти миль, когда, подъезжая на Страстной к Комбре, мы смотрели из окна вагона, нам казалось, будто город состоит только из церкви, которая вобрала его в себя, которая его представляет, которая говорит о нем и от его имени далям, а вблизи – будто Комбре, как пастух овец, собирает в поле, на ветру, вокруг своей длинной темной мантии, лепящиеся один к другому дома с серыми шерстистыми спинами, обнесенные полуобвалившейся средневековой стеной, и ее безупречная линия круга придавала сходство Комбре с городком на примитивном рисунке.

Из Комбре можно было отправиться на прогулку в две стороны: в сторону Мезеглиза (или в сторону Свана, поскольку дорога шла мимо его имения) и в сторону Германтов (то есть замка, принадлежавшего аристократическому семейству Германтов). Позднее Рассказчик так вспоминал об этих местах своего детства: 
Направление в Мезеглиз с его сиренью, боярышником, васильками, маком, яблонями, направление в Германт с рекой, где было полно головастиков, с кувшинками и лютиками навсегда сложили для меня представление о стране, где мне хотелось бы жить.
А. Д. Михайлов в своей работе «Поэтика Пруста» отмечает, что для прустовского героя (в отличие, например, от персонажей Бальзака, стремившихся порвать с провинцией и завоевать Париж) Комбре навсегда остался некой жизненной первоосновой, устойчивой и надёжной. По его мнению, эстетическое восприятие малой родины переплелось в романе Пруста с восприятием этическим, причём и то, и другое было для писателя одинаково важно.
Воздействие Времени не обходит Комбре стороной: Рассказчик, уже начавший писать свою книгу, много лет не бывавший в Комбре и находящийся в некой конечной хронологической точке повествования, слыша иногда по вечерам лай собак, узнает привокзальный бульвар, «который прячется за ним, — хотя на месте бульвара в Комбре разбит городской сад». Но Рассказчик убеждается, что реальность его воспоминаний побеждает время: «потому что, стоит собакам начать перелаиваться, как перед моим мысленным взором, где бы я не находился, возникает бульвар с липами и дорожкой, освещённой луной».

## Прототипы
Главным прототипом Комбре стал городок Илье в департаменте Эр и Луар, где предки Пруста проживали с XVI века. Его дед Франсуа-Валантен владел бакалейной лавкой на главной площади Илье; здесь же родились его отец и сестра отца Элизабет, впоследствии вышедшая замуж за местного жителя Жюля Амио. Маленький Марсель проводил у тёти Элизабет летние и пасхальные каникулы (потом эти поездки прекратились из-за приступов астмы) и очень любил её дом, который впоследствии изобразил в своём романе как дом тётки Леонии. Пруст даже не стал менять название улицы, на которой этот дом располагался: Леония, болезненная тётя Рассказчика, также проживает на улице Святого Духа.
Узнаваемы и другие достопримечательности Илье, упомянутые писателем: вокзал, виадук, руины замка и речка Луар, названная в романе Вивоной. Старинная церковь святого Иакова превратилась у Пруста в церковь святого Илария. Свои прототипы имеют и Мезеглиз, и замок Германтов: так, в пяти километрах от Илье-Комбре находится деревушка Мереглиз, а в пятнадцати километрах — замок Вильбон, фигурировавший под этим же названием в черновиках Пруста. Парк Тансонвиля, усадьбы Свана, был, по всей вероятности, вдохновлён садом Пре-Кателан (фр. Pré Catelan), который создал в 1850 году Жюль Амио.

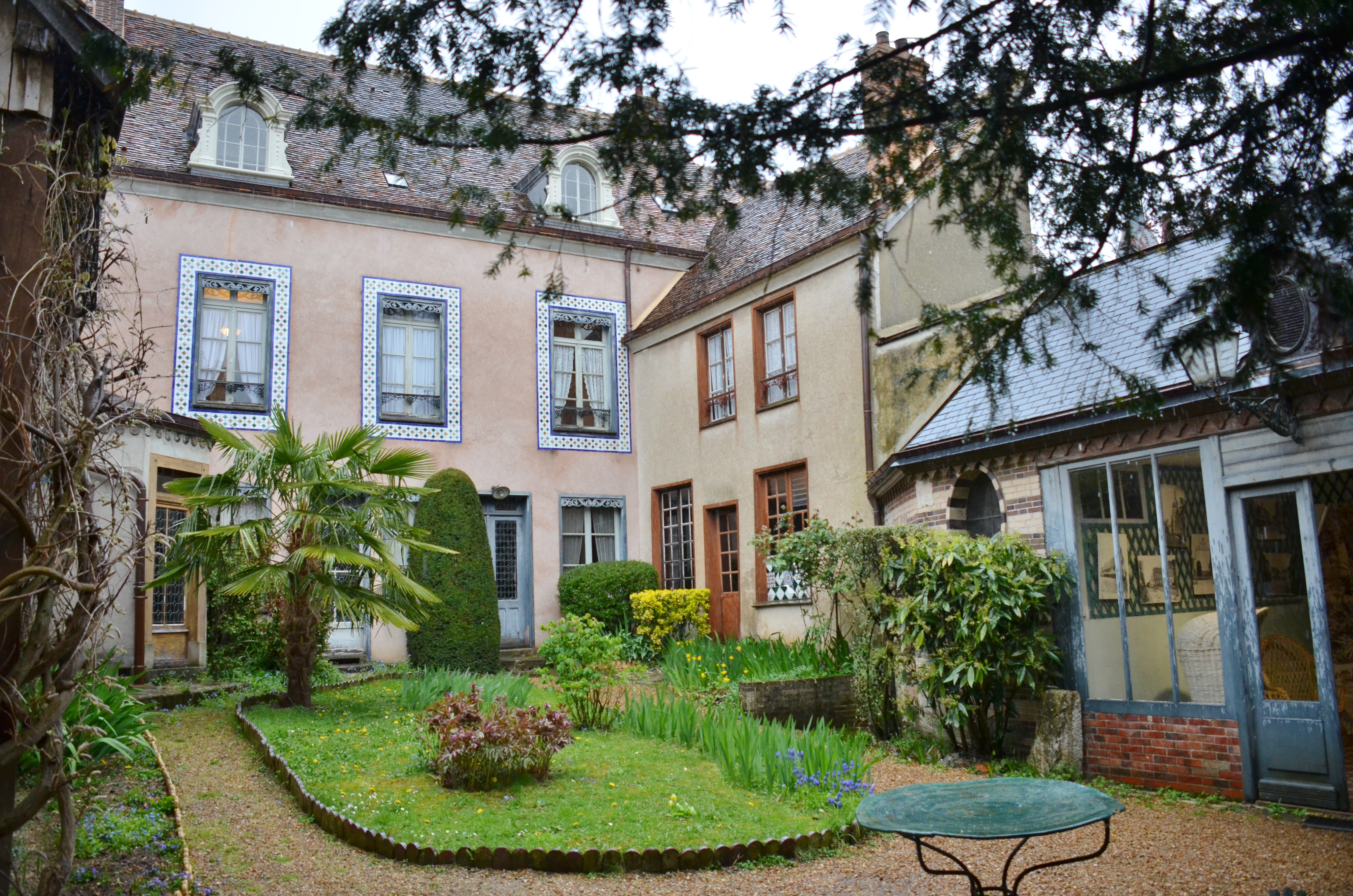
Дом тёти Леонии

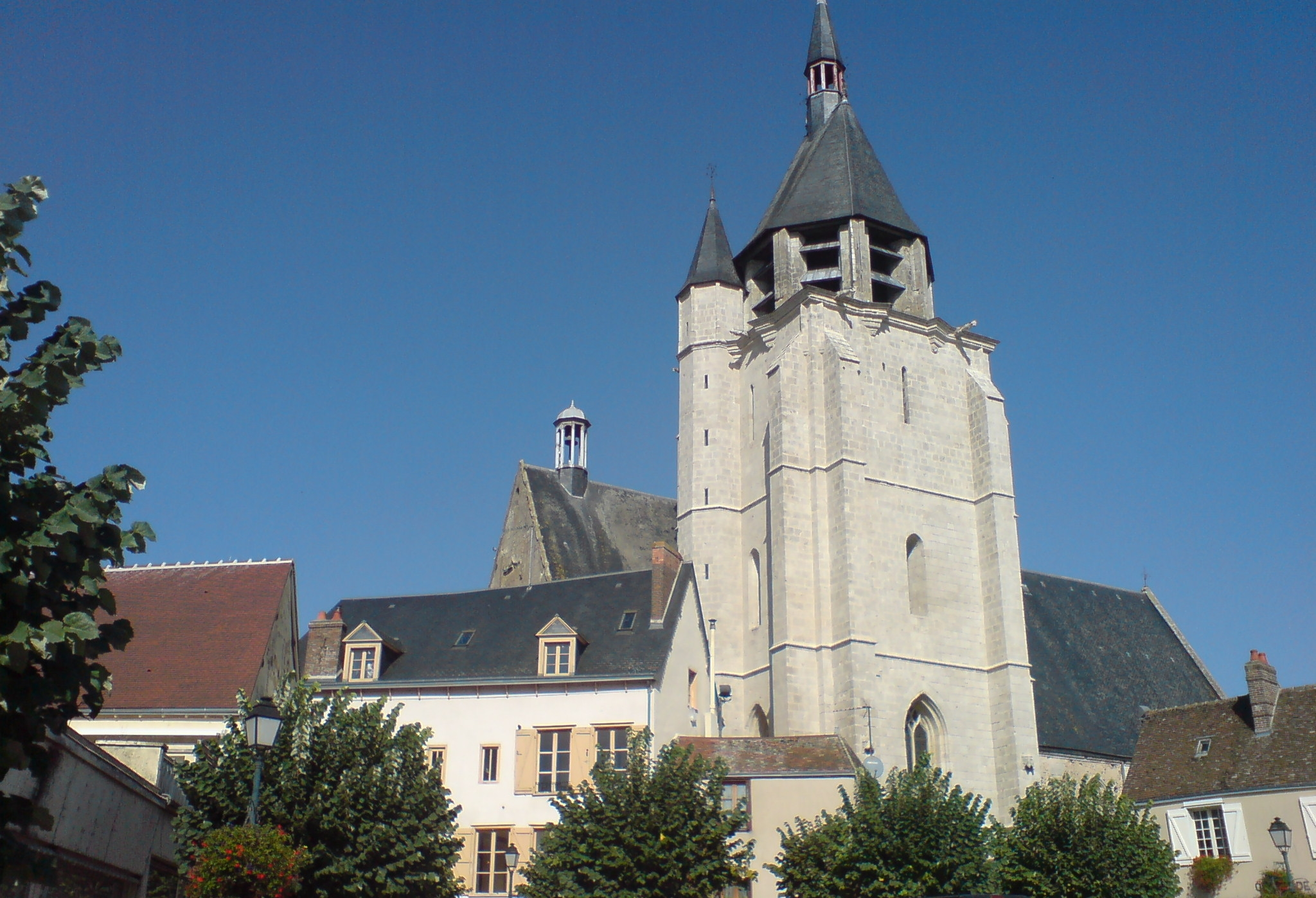
Церковь святого Иакова

В современном Илье можно увидеть места, так или иначе связанные с Прустом и его романом. В их числе дом тёти Элизабет, известный как «дом тёти Леонии» (фр. Maison de Tante Léonie): именно здесь главный герой романа окунает в чай печенье-«мадленку», чей вкус погружает его в воспоминания о детстве в Комбре. В настоящее время в доме находится музей Марселя Пруста.
В 1971 году, в честь столетнего юбилея Пруста, коммуна Илье была официально переименована в Илье-Комбре.
Если детские воспоминания об Илье отразились главным образом в описании самого Комбре и его окрестностей, то образ дома и сада был, возможно, отчасти вдохновлён домом Луи Вейля (деда Марселя по матери) в парижском пригороде Отёй, где Марсель появился на свет и впоследствии регулярно бывал с родителями.
Исследователи творчества Пруста отмечают, что изображённый Прустом провинциальный город никоим образом не сводится к реальному Илье из детских воспоминаний писателя. Так, Г. А. Субботина указывает, что образ Комбре из «Поисков» имеет серьёзную теоретическую основу: в частности, Пруст усилил в своём романе один из важнейших аспектов провинциальной жизни — её связь с церковью — и отразил в описании самой комбрейской церкви свои впечатления от посещения других французских провинциальных храмов, подкреплённые идеями теоретиков средневекового искусства Джона Рёскина и Эмиля Маля. Французский прустовед Мишель Эрман, основываясь на упоминании немецких войск, занявших Комбре в 1914 году, делает вывод, что прустовский Комбре должен находиться где-то между Реймсом и Ланом. И, наконец, комбрейский сад — не столько сад в Отёе или Илье, сколько обобщённый, архетипический образ «потерянного рая» детства: «Зачарованный парк, который описывает Пруст <…> — это не только Кателанский луг в Илье, этот сад мы все знали и все утратили, потому что существовал он лишь в нашей юности и в нашем воображении».